# Foxmail
Foxmail je e-mailový klient z Číny pro platformu Microsoft Windows, který je distribuován jako freeware. Jeho výrobcem byla až do verze 5.0 společnost BODA Inc., následně byl prodán firmě TENCENT Inc., která se velmi pomalu pustila do vydání šesté verze. Výhodou Foxmailu je bohatý import a export zpráv z nejrůznějších formátů, umožňuje pracovat s hlavičkami zpráv (například je možné smazat zprávy přímo na serveru bez stažení do počítače). Foxmail lze bez nutných úprav používat na přenosných médiích (např. USB klíče). Od verze 5.0 je podporováno Unicode. Od verze 6.0 zahrnuje také čtečku novinek (RSS). Ve verzi 6.5 bylo přepracováno indexování zpráv, bylo zdokonaleno vyhledávání, přibyla podpora protokolu IMAP4 a plánovač (kalendář). V prosinci 2012 byla vydána první verze sedmé řady. Klient se díky ergonomickému rozhraní dobře používá a je pro něj k dispozici čeština.
Některé novější verze programu (řada 6.5) mají problémy s kódováním odchozích zpráv (nastaví se nečeská kódová stránka), lze je vyřešit instalací záplaty.